# Coca de Alba
Coca de Alba è un comune spagnolo di 146 abitanti situato nella comunità autonoma di Castiglia e León.